# Sangre Nueva Zeta
Sangre Nueva Zeta est un cartel mexicain ayant émergé en 2019 pendant la guerre contre la drogue au Mexique. Il est formé d'anciens membres du cartel de Los Zetas.

## Histoire
L'organisation Sangre Nueva Zeta apparaît pour la première fois au grand public, le 19 octobre 2019, quand deux messages sont exposés dans la ville de Puebla. Ils menacent Miguel Barbosa Huerta, gouverneur de Puebla, et Fernando Manzanillo, secrétaire du gouvernement de Puebla.
Le groupe a été fondé par Roberto de los Santos de Jesús, dit « El Bukanas », un formateur de sicarios de Los Zetas. Sangre Nueva Zeta s'étend ensuite grâce à son alliance avec le Cartel de Jalisco Nouvelle Génération, ennemi important de Los Zetas, et grâce à la corruption,.
Le 17 décembre 2021, la Marine mexicaine arrête Néstor « El Viejón » Carvajal Colotla à Tepeaca (en), Puebla. El Viejón est l'un des leaders de Sangre Nueva Zeta et est un des liens du groupe criminel avec le cartel de Jalisco Nouvelle Génération (il aurait réalisé plusieurs opérations sous le commandement de Nemesio « El Mencho » Oseguera Cervantes). Le gouverneur de Puebla, Miguel Barbosa Huerta, se félicite de cette arrestation et promet de démanteler le cartel Sangre Nueva Zeta,.

## Activités
Sangre Nueva Zeta est à l'origine un groupe de « huachicolero » (vol et vente illicite de carburant) formé par des éléments le pratiquant pour Los Zetas, agissant dans la région du Triangulo Rojo. Cependant, il pratique aujourd'hui des activités illégales supplémentaires, comme le trafic de cocaïne et les extorsions.

## Membres connus
- Roberto de los Santos de Jesús, « El Bukanas » : fondateur et leader du cartel[3].
- Néstor « El Viejón » Carvajal Colotla : un chef du cartel. Capturé le 17 décembre 2021 à Tepeaca (en)[4].